# 杨吴
吴（902年—937年）是五代时期十国之一，为楊隆演所建，又称杨吴、東吳、南吴、弘農、淮南。唐昭宗景福元年（892年）杨行密为唐淮南节度使，据扬州。天复二年（902年）封为吴王。建都广陵（即扬州），称江都府。杨行密注意招集拒絕朱溫統治的唐人，奖励农桑，使江淮一带社会经济有所恢复。
吴最强盛时，有今江苏、安徽、江西和湖北等省的一部分。唐哀帝天祐二年（905年）杨行密去世，其子杨渥继位，称弘农郡王，又称吴王，在唐朝灭亡后不承认后梁，仍用天祐年号，兼并镇南军，但不久遭牙将张颢、徐温夺权杀害，不久徐温杀张颢，以摄政身份掌握吴国大权。天祐七年（910年），弘农郡王杨隆演复称吴王，919年，称吴国王，建年号，以示脱离唐朝体系，以徐温为大丞相。徐温死后，大权落入其养子宰相和继任摄政徐知誥之手。顺义七年（927年），吴国王楊溥称帝，其实是为徐知诰篡位称帝做准备。吴天祚三年（937年），徐知诰杀死图谋反抗的历阳郡公杨濛，迫使杨溥禅让，建立南唐。吴国共历4主，36年，但大部分时间杨氏受徐氏控制。

楊吳的统治地区包括今江苏、安徽、江西、湖北等一部分。

杨吴行政区划图

## 历史

### 杨行密时期
杨吴的创建者杨行密是庐州人氏。年少力大无穷，能举起百斤重，后来落草为寇，被官军捉到后，转投官军，在军中也是勇猛无比，很快就升任了队长。军中有个长官，看杨行密不顺眼，故意刁难杨行密，杨行密就杀了他。然后他带兵哗变，攻下了庐州。公元883年，朝廷封杨行密为庐州刺史。公元888年，淮南节度使高骈被毕师铎围攻，吕用之伪托高骈向杨行密求救，并且封他为淮南行军司马。杨行密听说高骈被毕师铎所擒，于是伺机进攻。毕师铎拿下扬州后，就率军前来攻打杨行密，杨行密假装败走，在军营中留下刚刚做好的饭食，毕师铎趁胜进入杨军大营，毕师铎的属下都很饥饿，就争先抢饭食吃。这个时候杨行密掉头杀回，毕师铎惨败逃回了扬州，后来杨行密又大败了毕师铎，占据了扬州。
但此时扬州已经没有什么可吃，百姓易子而食，杨行密也想放弃。而此时，秦宗权部下孙儒来攻打扬州，杨行密守不住扬州，退回庐州，又在谋士袁袭的建议下，击败宣歙观察使赵锽并且占据了宣州。之后杨行密又攻打了苏州、常州、润州、滁州、和州、楚州等地。孙儒虽然击败了杨行密，但是他喜欢劫掠，扬州被洗劫得待不下去。于是孙儒下令烧毁城池，把老弱之人全部杀掉作为军粮，男子全部充军，号称有五十万之众前来攻打杨行密。杨行密准备逃往铜官，但被部下刘威等人劝阻，说只要拖住孙儒，他部下会自乱，果然孙儒因为粮草不济开始大乱，杨行密出击，大败并杀了孙儒。之后杨行密来到了扬州，重新修城，朝廷于是拜杨行密为淮南节度使。公元895年，杨行密已经拿下了长江以北淮河以南的大片土地，之后又攻下了苏州。
公元897年，朱瑾被朱温打败，来投靠杨行密，朱温派遣大将葛从周和庞师古前来攻打杨行密，杨行密大败梁军，庞师古战死。
公元898年，钱镠攻打苏州，和杨行密手下周本大战于白方湖。周本战败，丢了苏州。公元902年，杨行密被朝廷加封为吴王。
903年，王师范被梁军围困于青州，杨行密派遣大将王茂章前去救援，打败了梁军，杀死了朱温的侄子朱友宁。朱温大怒，亲自带兵二十万前来攻打青州，又被王茂章击退。之后，朱温又派遣杨师厚前来攻打青州，王茂章因为兵少退了淮南。同年八月，宁国军节度使田𫖳、润州团练使安仁义、奉国军节度使朱延寿谋反，杨行密派遣李神福、台濛、王茂章等人平定。
905年，朱温攻破了襄州，赵匡凝败走，投奔了杨行密。同年农历十一月，杨行密病逝，享年五十岁。
唐末，淮南地区因高骈、孙儒等人造成的战乱而受到极大破坏。杨行密占领淮南后，听从高勗等人建议，不图利于百姓，劝课农桑，淮南地区的社会、经济得以初步恢复，为后来的繁华奠定了基础。

### 杨渥时期
杨行密死后，其子杨渥继位，当时他还不到二十岁，年少轻狂，生性喜欢游玩喝酒，又善于踢球，经常消耗巨资在自己的喜好之上。他逼反了杨吴名将王茂章，王茂章只好投靠了吴越，后投靠了朱温。当时淮南有两位大将，都是杨行密的托孤重臣，一个叫张颢，一个叫徐温，他们经常劝谏，但是杨渥依旧我行我素。
公元906年，江西镇南节度使，钟传去世，他儿子们内斗，于是杨渥就派兵攻下了洪州，兼并了江西等地，这使得杨渥膨胀不已，越来越骄奢淫逸。张徐二人哭谏杨渥，杨渥大怒，呵斥道：“你们说我不行，那就来杀了我啊”，张徐二人吓得失色而出。杨渥担心这二人不满，就命心腹陈璠、范遇二人掌管东院兵马，防止生变。张徐二人一看到杨渥的举动，知道杨渥已经不信任自己，就亲率亲兵数百人，到了杨渥的府邸，杀了陈璠、范遇，然后张徐二人磕头认罪，说自己不是无礼，只是兵谏而已。杨渥无可奈何，强忍怒火，赦免了二人。从此，张徐就掌握了淮南的大权。
杨渥日夜想着这么除掉这二人，二人也知道杨渥记恨自己，于是先下手为强，张颢派遣纪祥，带兵趁夜进入杨渥的房中。杨渥见他们想杀了自己，于是对他们说：“你们如果反过来，杀掉张徐，我把你们所有人都封为刺史。”其他人一听，都心动不已，只有纪祥不为所动，用绳子勒死了杨渥。知道杨渥的死讯，张颢带兵前来，命令士兵把守各处，然后召集文臣武将，厉声问到：“现在吴王已死，接下来谁来主持军政？”在场无人作答，张颢问了三次，依旧如此。幕僚严可求低声劝说他现在自立过于着急，指出先王旧部都在外镇，如果张颢想自立，他们必然会起兵，不如先立个幼主。于是张颢让严可求操办此事，严可求于是假传是老夫人的命令，立杨行密的次子杨隆演为新主。

### 徐温专权
之后徐温又杀了张颢，独掌吴国大权，后来在象牙潭之战中又派大将周本平定了江西的叛乱。吴国有几位封疆大吏，刘威、陶雅、李遇是杨行密的旧臣，不服徐温专权。李遇曾经顶撞过徐温，徐温给了他一个抗命不遵的罪名，派柴再用和徐知诰来攻打他。李遇不服，于是据宣州，柴徐攻打了一个月都没有攻下，于是徐温用李遇的儿子的性命威胁他，李遇只好投降，结果徐温非常残忍地先杀掉了李遇，之后又杀掉了他全家，其他将领因此惧怕徐温，不敢生事。徐知诰因功升任升州刺史。不久刘威被徐知诰诬陷，为了打消徐温的顾虑，刘威亲自到广陵，而且陶雅也去了广陵，徐温非常周到地接待了他们，并且奏报杨隆演，为二人加官进爵，二人很是感动。就像这样，徐温在吴国成功收买和笼络了人心。
徐温后来升任为镇海军节度使，然后派人攻打马楚，又在无锡击退了吴越兵。楚国和吴越国向梁国求援，梁国派遣大将王景仁带兵一万，进攻庐州和寿州，徐温和朱瑾联兵出击，大败梁军。徐温因功进封齐国公，然后搬迁到镇海军节度使驻地润州，留下他的儿子徐知训镇守广陵。此时，吴国人已只知徐氏，而不知杨主了。
然而徐知训平时酗酒好色，经常逼迫其他同僚送家中的婢女给他享用。如有不从，就威逼利诱。而且徐知训经常戏弄吴王，还肆意打死了吴王的随从，吴王杨隆演也是毫无办法只能忍受。徐知训非常嫉妒父亲的养子徐知诰，在一次宴会上想杀他，徐知诰察觉后逃走，还被徐知训的手下刁彦能暗中放跑。后来徐知训调戏了朱瑾的婢女，朱瑾怒杀了徐知训。徐温得知后，杀了朱瑾全家，得知徐知训平时的不法行为之后，才幡然悔悟，罢免了徐知训的帮凶。然后徐温封徐知诰为淮南节度使，留守扬州（广陵），徐温回到升州，政务都交给了他。徐知诰吸取了徐知训的教训，对吴王恭敬有加，对群臣也谦和礼让，自己也勤俭节约，求贤才，听忠言，除奸恶，去苛税，使得军民归心；任用宋齐丘为幕宾，听从他的建议来治理国家。
严可求和徐知诰不和，于是他想寻求徐温为靠山，劝徐温立杨隆演为帝，徐温也很赞叹，如此以来他就可以当宰相，名正言顺地节制百官了，但杨隆演不从，徐温联合百官一再上表，杨隆演无奈，只好建国改元，但不称帝。公元919年，杨隆演即吴国王，改元武义，建立宗庙，分封百官，大赦天下，封徐温为大丞相大都督，封东海郡王，封徐知诰为左仆射，严可求为门下侍郎。杨隆演的弟弟杨濛才气过人，被徐温所忌，被外派到了楚州。吴王本不愿意称制，无奈被权臣所迫，毫无权力，却不敢表露，每天借酒消愁以至于疾病缠身，不能问事。在杨隆演病重的时候，有人劝徐温篡位，徐温正色斥责道：“我想取代楊家的话，在张颢之乱的时候就取了！就算楊家都沒有男丁了，立女王也可以！敢妄言取代者斩！”
后徐温在狼山江之战后打退了吴越来犯的军队，并战后主动和吴越交好。过了一年，公元920年，杨隆演病逝，徐温拥立了杨溥为主，并且将杨濛改派到了舒州。

### 南唐代吴
顺义七年（927年），徐温去世，养子徐知诰继其权位，继续把持杨吴朝政。同年杨溥称帝，改年号乾贞。唐末天下大乱的时候，徐知诰父亲失踪，他一个人流落到了濠州，后来杨行密打下濠州之后，看见他长相魁梧新奇，想收他为养子，但是杨渥并不喜欢他，于是杨行密让徐温收他为养子，并改名徐知诰。徐知诰掌权期间，很注意收买人心，放宽刑法，推恩崇信。建造延宾亭来招待四方来的仁人志士。
杨溥的哥哥杨濛素有才能，但被徐知诰所忌，于是徐知诰于公元934年，借故废杨濛为历阳公，并且把他软禁了起来，杨濛心中不甘，设计杀了守卫，投奔庐州节度使周本。周本听说杨濛到来，想开城接纳，但其子周祚劝阻，周本念旧，不忍拒绝，于是准备出城迎接。周祚知道这样一定会得罪徐知诰，就紧闭城门不让周本出城，然后绑住杨濛送往金陵，后杨濛被徐知诰所杀。后徐知诰要篡位，周本和诸将前来劝进，徐知诰登基后，周本回去的路上叹息道：“我身为人臣却没有诛杀篡国者以报杨氏，现在我老了，岂能侍奉二主？”然后忧郁而死。
公元935年，杨溥改元天祚，徐知诰进位为太师，天下兵马大元帅，进封齐王。闽国和吴越都派遣使节来劝进，徐知诰觉得这是人心所向，于是在公元937年，徐知诰建立齐国，以金陵为都，当年十月，杨溥禅位给徐知诰，在假意推辞后，徐知诰接受禅位，改元升元，改国号为齐，上尊杨溥为让皇帝，追尊徐温为忠武皇帝。次年徐知诰自称为唐室之后，改名李昪。改国号为唐，史称南唐。第二年四月，徐知诰把杨溥迁往润州丹阳宫，并派人严加看管，当年十月，杨溥死在了丹阳宫内。杨吴灭亡后，南唐不许杨吴宗室与外人通婚，久而男女自为婚配。后来又将被囚禁的吴国宗室都杀死。

## 君主

### 君主列表
| 肖像                       | 庙号                       | 谥号                            | 名讳                       | 在世时间                   | 在位时间                                        | 年号及使用时间             | 年号及使用时间             | 陵寝                       |
| 吴王、弘農郡王，追尊吴皇帝 | 吴王、弘農郡王，追尊吴皇帝 | 吴王、弘農郡王，追尊吴皇帝      | 吴王、弘農郡王，追尊吴皇帝 | 吴王、弘農郡王，追尊吴皇帝 | 吴王、弘農郡王，追尊吴皇帝                      | 吴王、弘農郡王，追尊吴皇帝 | 吴王、弘農郡王，追尊吴皇帝 | 吴王、弘農郡王，追尊吴皇帝 |
| -------------------------- | -------------------------- | ------------------------------- | -------------------------- | -------------------------- | ----------------------------------------------- | -------------------------- | -------------------------- | -------------------------- |
| －                         | －                         | 吴武忠王 （唐哀帝李柷谥）       | 楊行密 （唐封吴王）        | 852年－905年               | 902年－905年 （吴王）                           | －                         | －                         | 兴陵                       |
| －                         | －                         | 吴孝武王 （高祖楊隆演改谥）     | 楊行密 （唐封吴王）        | 852年－905年               | 902年－905年 （吴王）                           | －                         | －                         | 兴陵                       |
| －                         | 太祖 （睿帝杨溥追尊）      | 武皇帝 （睿帝杨溥追谥）         | 楊行密 （唐封吴王）        | 852年－905年               | 902年－905年 （吴王）                           | －                         | －                         | 兴陵                       |
| －                         | －                         | 弘農（郡）威王 （高祖楊隆演谥） | 楊渥                       | 886年－908年               | 905年－908年 （弘農郡王，又称吴王）             | －                         | －                         | 绍陵                       |
| －                         | 烈宗 （高祖楊隆演追尊）    | 吴景王 （高祖楊隆演改谥）       | 楊渥                       | 886年－908年               | 905年－908年 （弘農郡王，又称吴王）             | －                         | －                         | 绍陵                       |
| －                         | 烈祖 （睿帝杨溥追尊）      | 景皇帝 （睿帝杨溥追谥）         | 楊渥                       | 886年－908年               | 905年－908年 （弘農郡王，又称吴王）             | －                         | －                         | 绍陵                       |
| －                         | －                         | 吴宣王 （睿帝杨溥谥）           | 楊隆演                     | 897年－920年               | 908年－910年 （弘农郡王） 910年－919年 （吴王） | －                         | －                         | 肃陵                       |
| －                         | 高祖 （睿帝杨溥追尊）      | 宣皇帝 （睿帝杨溥改谥）         | 楊隆演                     | 897年－920年               | 919年－920年 （吴国王）                         | 武义                       | 919年－921年               | 肃陵                       |
| 吴皇帝                     |                            |                                 |                            |                            |                                                 |                            |                            |                            |
| －                         | －                         | 睿皇帝 （南唐烈祖李昪谥）       | 楊溥                       | 900年－938年               | 920年－927年 （吴国王）                         | 順義                       | 921年－927年               | 平陵                       |
| －                         | －                         | 睿皇帝 （南唐烈祖李昪谥）       | 楊溥                       | 900年－938年               | 927年－937年 （吴皇帝）                         | 乾貞                       | 927年－929年               | 平陵                       |
| －                         | －                         | 睿皇帝 （南唐烈祖李昪谥）       | 楊溥                       | 900年－938年               | 927年－937年 （吴皇帝）                         | 大和                       | 929年－935年               | 平陵                       |
| －                         | －                         | 睿皇帝 （南唐烈祖李昪谥）       | 楊溥                       | 900年－938年               | 927年－937年 （吴皇帝）                         | 天祚                       | 935年－937年               | 平陵                       |

### 君主世系图
|                               |                               |                               |                               |                               |                               |  |  | 1吳太祖楊行密 852-902-905 |                         |                         |                         |                         |                         |  |  |                                 |                                 |                                 |                                 |                                 |                                 |  |  |  |  |
|                               |                               |                               |                               |                               |                               |  |  |                           |                         |                         |                         |                         |                         |  |  |                                 |                                 |                                 |                                 |                                 |                                 |  |  |  |  |
|                               |                               |                               |                               |                               |                               |  |  |                           |                         |                         |                         |                         |                         |  |  |                                 |                                 |                                 |                                 |                                 |                                 |  |  |  |  |
| 3吳高祖楊隆演 897-908-919-920 | 3吳高祖楊隆演 897-908-919-920 | 3吳高祖楊隆演 897-908-919-920 | 3吳高祖楊隆演 897-908-919-920 | 3吳高祖楊隆演 897-908-919-920 | 3吳高祖楊隆演 897-908-919-920 |  |  | 2吳烈祖楊渥 888-905-908   | 2吳烈祖楊渥 888-905-908 | 2吳烈祖楊渥 888-905-908 | 2吳烈祖楊渥 888-905-908 | 2吳烈祖楊渥 888-905-908 | 2吳烈祖楊渥 888-905-908 |  |  | 4吳睿帝楊溥 900-920-927-937-939 | 4吳睿帝楊溥 900-920-927-937-939 | 4吳睿帝楊溥 900-920-927-937-939 | 4吳睿帝楊溥 900-920-927-937-939 | 4吳睿帝楊溥 900-920-927-937-939 | 4吳睿帝楊溥 900-920-927-937-939 |  |  |  |  |

## 历史遗存
- 杨吴城濠，在今南京市留存有东段。楊隆演主政时期，派徐温镇守金陵，徐温命手下陈彦谦重建金陵城。杨吴城濠即为金陵城人工开凿的护城河，明朝后被误认为是青溪，1949年后又被误认为是秦淮河。[2][3]